# Aspermie
Le diagnostic d'aspermie est évoqué lorsque le patient dit n'expulser aucun liquide après l'orgasme[réf. nécessaire] (contractions de l'éjaculation). Le terme est défini strictement par un volume de sperme éjaculé inférieur à 0,5 ml.
Devant une aspermie, il faut envisager de faire une recherche de sperme dans les urines pour diagnostiquer une éventuelle éjaculation rétrograde.
L'aspermie peut être causée par une prostatite. Elle se traite alors habituellement par antibiothérapie voire par phagothérapie dans les pays de la sphère russe.
Enfin, certains psychotropes peuvent entrainer une aspermie qui rentre dans l'ordre à l'arrêt du traitement.